# Trĩ hoàng đế
Trĩ hoàng đế (Syrmaticus reevesii) là một loài chim trong họ Phasianidae.